# Ладжанурская ГЭС
Ладжанурская ГЭС (Ладжанура ГЭС) — гидроэлектростанция на реках Цхенисцкали и Ладжанура, Грузия. Входит в состав Рионского каскада, являясь его верхней ступенью. Первый гидроагрегат ГЭС пущен в 1960 году.
Ладжанурская ГЭС выполнена по проекту и под руководством Рубена Христафоровича Мелик-Пашаева. Построена по плотинно-деривационной схеме, основанной на переброске части стока реки Цхенисцкали в реку Ладжанура и далее в реку Риони. Состав сооружений ГЭС:,
- Деривационный тракт Цхенисцкали-Ладжанура.

Головным сооружением Ладжанурской ГЭС является водозаборное сооружение на реке Цхенисцкали в районе города Цагери. Сооружение состоит из бетонной четырёхпролетной водосливной плотины, рассчитанной на расход 1600 м³/сек, и водоприёмника с донными промывными отверстиями, обеспечивающего забор в деривацию до 60 м³/сек воды. Из водоприёмника вода поступает в деривационный канал длиной 934 м, а из него — в безнапорный деривационный тоннель диаметром 5,4 м и длиной 5524 м.
- Гидроузел на реке Ладжанура.

Из деривационного тоннеля, вода поступает в Ладжанурское водохранилище полным объёмом 24,6 млн.м³ и полезным объёмом 8,5 млн.м³. Водохранилище образовано на реке Ладжанура арочной бетонной плотиной высотой 69 м и длиной по гребню 127 м. Толщина плотины варьируется от 7,6 м (внизу) до 2,5 м (у гребня). У гребня плотины расположены три водосливных отверстия пролетом шириной по 7 м, рассчитанные на пропуск до 120 м³/сек воды. Кроме того, сброс воды может осуществляться через строительный обводной тоннель диаметром 6 м. Плотина Ладжанурской ГЭС — первая по времени постройки арочная плотина на советских ГЭС (не считая арочно-гравитационной плотины Гергебильской ГЭС).
- Деривационный тракт Ладжанура-Риони и станционный узел.

Вблизи плотины расположен водоприёмник, забирающий воду в напорный деривационный тоннель диаметром 5,5 м и длиной 2549 м. В конце тоннеля расположена уравнительный резервуар (шахта) цилиндрической формы диаметром 12,5 м с дополнительным сопротивлением. Дно резервуара переходит в вертикальную шахту диаметром 4,5 м и длиной 99,4 м, которая в свою очередь сопрягается с горизонтальным тоннельным водоводом, разделяющимся на три ответвления, подающих воду к турбинам. Здание ГЭС подземное; отработавшая на турбинах вода поступает в отводящий тоннель, переходящий в канал. Выдача электроэнергии в энергосистему осуществляется с помощью ОРУ напряжением 220 кВ.
Мощность ГЭС — 111,6 МВт (по другим данным — 113 МВт), среднегодовая выработка — 517 млн.кВт·ч. В здании ГЭС установлены три гидроагрегата с вертикальными радиально-осевыми турбинами производства фирмы Voith (диаметр рабочего колеса — 2,75 м), работающих при расчётном напоре 131 м (максимальный напор — 135 м), максимальный расход через каждую турбину — 33,3 м³/сек. Турбины приводят в действие гидрогенераторы мощностью по 37,2 МВт.
С 2007 года, Ладжанурская ГЭС принадлежит чешской компании Energo-Pro. Оборудование ГЭС устарело, нуждается в замене и реконструкции.